# غيمستوك
غيمستوك (بالإنجليزية: Gemsstock)‏ هو أحد جبال سلسلة جبال الألب ليبونتيني وجزء من القمة الأم شاستيلورن يقع في كانتون أوري, سويسرا. يبلغ ارتفاع الجبل حوالي 2963 متر، بينما يبلغ ارتفاع نتوء الجبل 86 متر.